# Rebecca Adlington
Rebecca Adlington (Mansfield (Nottinghamshire), 17 februari 1989) is een voormalig Britse zwemster. In 2008 werd ze olympisch kampioene op de 400 en 800 meter vrije slag. Tijdens deze Spelen verbrak zij het bijna 19 jaar oude wereldrecord op de 800 meter vrije slag van Janet Evans.

## Carrière
Adlington maakte haar internationale debuut tijdens de Europese kampioenschappen kortebaanzwemmen 2004 in Wenen met een zevende plaats op de 800 m vrije slag.
Tijdens de Europese kampioenschappen zwemmen 2006 in Boedapest won veroverde ze de zilveren medaille op de 800 meter vrije slag.
Op de wereldkampioenschappen zwemmen 2007 in Melbourne strandde de Britse in de series van de 800 meter vrije slag op.
In april 2008 veroverde ze in Manchester de wereldtitel op de 800 meter vrije slag tijdens de wereldkampioenschappen kortebaanzwemmen 2008, daarnaast sleepte ze samen met Joanne Jackson, Melanie Marshall en Caitlin McClatchey de zilveren medaille in de wacht op de 4x200 meter vrije slag.
Op 11 augustus 2008 won Adlington de gouden medaille op de 400 meter vrije slag op de OS in Peking, voor de Amerikaanse Katie Hoff en landgenote Joanne Jackson. Topfavoriete en wereldrecordhoudster Federica Pellegrini eindigde als vijfde. Hiermee werd ze de eerste Britse olympische zwemkampioen sinds Adrian Moorhouse in Seoel 1988. Vijf dagen later won ze ook goud op de 800 meter vrije slag, in een wereldrecordtijd van 8.14,10, voor de Italiaanse Alessia Filippi en de Deense Lotte Friis.

### 2009-2013
Op de wereldkampioenschappen zwemmen 2009 in Rome legde de Britse op de 400 meter vrije slag beslag op de bronzen medaille, op de 800 meter vrije slag eindigde ze op de vierde plaats. Op de 4x200 meter vrije slag veroverde ze samen met Joanne Jackson, Jazmin Carlin en Caitlin McClatchey de bronzen medaille.
Tijdens de Europese kampioenschappen zwemmen 2010 in Boedapest sleepte Adlington de Europese titel op de 400 meter vrije slag in de wacht, op de 800 meter vrije slag eindigde ze op de zevende plaats. Samen met Jazmin Carlin, Hannah Miley en Joanne Jackson behaalde ze de bronzen medaille op de 4x200 meter vrije slag. In Delhi nam de Britse deel aan de Gemenebestspelen 2010. Op dit toernooi veroverde ze de gouden medaille op zowel de 400 als de 800 meter vrije slag, op de 200 meter vrije slag legde ze beslag op de bronzen medaille. Op de 4x200 meter vrije slag sleepte ze samen met Joanne Jackson, Sasha Matthews en Emma Saunders de bronzen medaille in de wacht.
Op de wereldkampioenschappen zwemmen 2011 in Shanghai veroverde Adlington de wereldtitel op de 800 meter vrije slag en behaalde ze de zilveren medaille op de 400 meter vrije slag, op de 200 meter vrije slag strandde ze in de series.
Op de Olympische Zomerspelen van 2012 in Londen zwom Adlington naar twee bronzen medailles, respectievelijk op de 400 meter en de 800 meter vrije slag. Ze beëindigde in februari 2013 haar zwemcarrière.

## Privé
Adlington was van 2014 tot en met 2016 getrouwd met zwemmer Harry Needs. Het stel heeft samen één dochter. In 2021 trouwde ze een tweede keer; uit deze relatie heeft ze een zoon.

## Internationale toernooien
| Jaar | Olympische Spelen                           | WK langebaan                                             | WK kortebaan                                                                             | EK langebaan                                                                                  | EK kortebaan                                                | Gemenebestspelen                                                        |
| ---- | ------------------------------------------- | -------------------------------------------------------- | ---------------------------------------------------------------------------------------- | --------------------------------------------------------------------------------------------- | ----------------------------------------------------------- | ----------------------------------------------------------------------- |
| 2004 | geen deelname                               |                                                          | geen deelname                                                                            | geen deelname                                                                                 | 20e 400m vrije slag 7e 800m vrije slag 20e 200m vlinderslag |                                                                         |
| 2005 |                                             | geen deelname                                            |                                                                                          |                                                                                               | geen deelname                                               |                                                                         |
| 2006 |                                             |                                                          | geen deelname                                                                            | 11e 400m vrije slag · 800m vrije slag · 4e 4x200m vrije slag · Adlington zwom enkel de series | 11e 400m vrije slag 4e 800m vrije slag                      | geen deelname                                                           |
| 2007 |                                             | 10e 800m vrije slag                                      |                                                                                          |                                                                                               | geen deelname                                               |                                                                         |
| 2008 | 400m vrije slag · 800m vrije slag           |                                                          | 800m vrije slag · 4x100m vrije slag · Adlington zwom enkel de series · 4x200m vrije slag | geen deelname                                                                                 | geen deelname                                               |                                                                         |
| 2009 |                                             | 400m vrije slag · 4e 800m vrije slag · 4x200m vrije slag |                                                                                          |                                                                                               | geen deelname                                               |                                                                         |
| 2010 |                                             |                                                          | geen deelname                                                                            | 400m vrije slag · 7e 800m vrije slag · 4x200m vrije slag                                      | geen deelname                                               | 200m vrije slag · 400m vrije slag · 800m vrije slag · 4x200m vrije slag |
| 2011 |                                             | 24e 200m vrije slag · 400m vrije slag · 800m vrije slag  |                                                                                          |                                                                                               | geen deelname                                               |                                                                         |
| 2012 | 400 meter vrije slag · 800 meter vrije slag |                                                          | geen deelname                                                                            | geen deelname                                                                                 | geen deelname                                               |                                                                         |
| 2013 |                                             | geen deelname                                            |                                                                                          |                                                                                               | 12-15 december                                              |                                                                         |

## Persoonlijke records
Bijgewerkt tot en met 13 augustus 2013

### Kortebaan
| Afstand         | Tijd    | Datum            | Plaats     |
| --------------- | ------- | ---------------- | ---------- |
| 200m vrije slag | 1.59,25 | 4 maart 2006     | Nottingham |
| 400m vrije slag | 3.59,04 | 18 december 2009 | Manchester |
| 800m vrije slag | 8.08,25 | 10 april 2008    | Manchester |

### Langebaan
| Afstand         | Tijd    | Datum            | Plaats    |
| --------------- | ------- | ---------------- | --------- |
| 200m vrije slag | 1.56,66 | 5 april 2008     | Sheffield |
| 400m vrije slag | 4.00,79 | 26 juli 2009     | Rome      |
| 800m vrije slag | 8.14,10 | 16 augustus 2008 | Peking    |